# Guarda (computação)
Na programação, um guarda (ou "guard") é uma expressão booleana que deve ser avaliada como verdadeira se a execução do programa vai continuar no ramo em questão. Independentemente de qual linguagem é usada, o código de guarda é uma verificação de pré-requisitos de integridade utilizados para evitar erros durante a execução. Um exemplo típico é a verificação de que uma referência prestes a ser processada seja não nula, o que evita falhas de ponteiro nulo (null-pointer).